# Acacia pedina
Acacia pedina är en ärtväxtart som beskrevs av Kodela och Tame. Acacia pedina ingår i släktet akacior, och familjen ärtväxter. Inga underarter finns listade i Catalogue of Life.